# Prairial an LXXIX

## Événements
- du 1er au 8 prairial (du 21 au 28 mai) : « Semaine sanglante », qui verra Paris, aux mains Communards, repris par les troupes versaillaises.
  - 1er prairial (21 mai) : 
    - entrée des troupes versaillaises dans Paris. Les Versaillais entreprennent de prendre la capitale rue par rue, où se dressent plus de cinq cents barricades. Fusillade de quatre cent vingt quatre fédérés au parc Monceau et à Montmartre. Les insurgés répliquent par l’exécution de cinquante deux otages, rue Haxo.
    - Parution du numéro  9   du Fils du Père Duchêne illustré.

  - 3 prairial (23 mai) : 
    - Parution du dernier numéro du Père Duchêne (numéro 68).
    - exécution de Gustave Chaudey, ordonnée par le procureur de la Commune Raoul Rigault.